# Tillandsia van-den-bergii
Tillandsia van-den-bergii là một loài thực vật có hoa trong họ Bromeliaceae. Loài này được Ehlers & Hase mô tả khoa học đầu tiên năm 2004.